# Diego López de Zúñiga

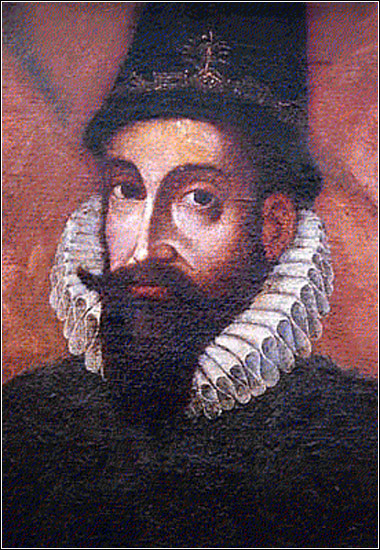
Diego López de Zúñiga y Velasco, Conde de Nieva.

Diego López de Zúñiga y Velasco, Conde de Nieva, (Valhadolide, Espanha, 1510 - Lima, Peru, 20 de fevereiro de 1564) foi o sexto Vice-rei do Peru.

## Biografia
López de Zúñiga foi um cavaleiro da Ordem Militar de Santiago e, de 1553 até 1559, governador da Galiza. Ele foi nomeado Vice-rei do Peru no final de 1560 pelo rei Filipe II de Espanha para substituir Andrés Hurtado de Mendoza, que tinha sido chamado de volta. López de Zúñiga chegou em Lima e assumiu o cargo no dia 20 de fevereiro de 1561. Após sua chegada ao Peru, mas antes de chegar à capital, ele enviou mensagens impertinentes ao seu antecessor, um pouco antes da morte do mesmo.

## Vice-rei do Peru

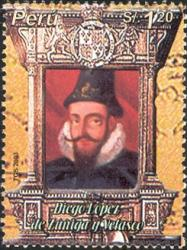
Vice-rei López de Zúñiga.

Em 14 de dezembro de 1561 ele ordenou Gómez de Tordoya para explorar o Rio Tono e em 24 de dezembro do mesmo ano encomendou Juan Nieto para conquistar o território de Camaná.
Em 1562 a cidade de Santiago del Estero (hoje na província de Tucumán, Argentina) foi fundada por Francisco de Aguirre por ordem do vice-rei. No ano seguinte a Real Audiência de Quito foi estabelecida. López de Zúñiga também fundou a cidade de Safia (Santiago de Miraflores) e ordenou Cristóbal de Valverde para fundar San Gerónimo de Ica. Fundou a cidade de Arnedo (agora conhecida como Chancay) com a intenção de mover a Universidade de San Marcos.
Iniciou a construção das entradas que cercam a Plaza Mayor de Lima. Estas foram destruídas no terremoto de 20 de outubro de 1687, mas posteriormente reconstruídas.
Também conduziu a separação da Diocese do Chile da do Peru. Organizou e melhorou escolas para os filhos dos líderes indígenas. Doña Ana de Solórzano fundou uma escola para meninas pobres em 1562. López de Zúñiga favoreceu os mosteiros, ordenou a construção de um aqueduto para levar água potável para Lima e aprovou leis para a melhoria do governo da colônia. Durante seu mandato enviou 651.000 ducados para o tesouro real da Espanha. Ele foi o primeiro vice-rei do Peru a apresentar a etiqueta no tribunal.

## Morte
Em 1 de fevereiro de 1564 ele emitiu um decreto estabelecendo um toque de recolher para às 10 na cidade de Lima. Em fevereiro do ano seguinte, para às 20, quatro pessoas com os rostos cobertos foram vistas violando o toque de recolher. Entraram na rua de Trapitos e assumiram posições fora de uma das casas de lá. Esta estrada era uma das mais desertas durante a noite. O bloco em questão consistia de quatro casas, nenhuma das quais abertas em Trapitos. Não havia portas, mas algumas varandas com vista para a rua. Pouco depois da chegada dos homens mascarados, uma escada de corda foi jogada para baixo de uma dessas varandas, e um homem envolto em uma capa começou a descer. Pouco antes de chegar à rua, os quatro homens de emboscada começaram a espancá-lo com sacos de areia.
Houve apenas uma testemunha deste caso, um jovem na varanda da família vizinha, Zarate. Acreditava-se que o homem fosse Pedro de Zarate. Ele chamou os seus escravos e, juntos, foram investigar o ocorrido. Quando eles chegaram, encontraram a vítima morta e os assaltantes já haviam fugido. Descobriram que a vítima era, de fato, o vice-rei López de Zúñiga y Velasco, aparentemente voltando de um suposto encontro amoroso. Zárate era o filho de um dos juízes da Audiência de Lima, e este tribunal se reuniu para decidir que medidas tomar. A decisão tomada foi para mover o corpo para o palácio vice-real, e anunciar que o vice-rei morreu de um súbito ataque de apoplexia.
Logo começaram a circular boatos sobre a verdadeira causa da morte do vice-rei. Foi dito que a mulher, Catalina López de Zúñiga, estava envolvida , um primo do vice-rei e a esposa de Rodrigo Manrique de Lara. Mais tarde foi dito que esta última tinha contratado os assassinos.
Esta história é considerada a mais provável, porém não há provas. O vice-rei era conhecido por seus negócios, o que contribuiu para circular os rumores. Eventualmente, um relatório médico confirmou a hipótese de acidente vascular cerebral, provavelmente no palácio.
O corpo de López de Velasco y Zúñiga foi sepultado na igreja de San Francisco, e mais tarde transferido para a Espanha.